# Tamaricella ribauti
Tamaricella ribauti är en insektsart som först beskrevs av Aleksey A. Zachvatkin 1947.  Tamaricella ribauti ingår i släktet Tamaricella och familjen dvärgstritar. Inga underarter finns listade i Catalogue of Life.